# Psectra oblonga
Psectra oblonga is een insect uit de familie van de bruine gaasvliegen (Hemerobiidae), die tot de orde netvleugeligen (Neuroptera) behoort. 
Psectra oblonga is voor het eerst wetenschappelijk beschreven door Esben-Petersen in 1928.